# Río Lucio
Río Lucio är ett vattendrag i Spanien.   Det ligger i provinsen Provincia de Palencia och regionen Kastilien och Leon, i den norra delen av landet, 260 km norr om huvudstaden Madrid.